# Europium(II)-fluorid
Europium(II)-fluorid ist eine anorganische chemische Verbindung des Europiums aus der Gruppe der Fluoride.

## Gewinnung und Darstellung
Europium(II)-fluorid kann durch Reaktion von Europium(III)-fluorid mit Europium oder Wasserstoff gewonnen werden.
{\displaystyle \mathrm {2\ EuF_{3}+Eu\longrightarrow 3\ EuF_{2}} }
{\displaystyle \mathrm {2\ EuF_{3}+H_{2}\longrightarrow 2\ EuF_{2}+2\ HF} }

## Eigenschaften
Europium(II)-fluorid ist ein hellgelber Feststoff. Dieser kristallisiert im sogenannten Fluorittyp analog zu Calciumfluorid mit einer a-Achse von 582,41 pm. In der Kristallstruktur des Europium(II)-fluorids ist das Eu2+-Kation würfelförmig von acht F−-Anionen umgeben, wobei dieses in Form eines Tetraeders von vier Eu2+ umgeben ist. Bei einem Druck von 114 kPa und einer Temperatur von 400 °C geht die Verbindung in eine Kristallstruktur vom orthorhombischen Blei(II)-fluorid-Typ über.